# Huset Nassau

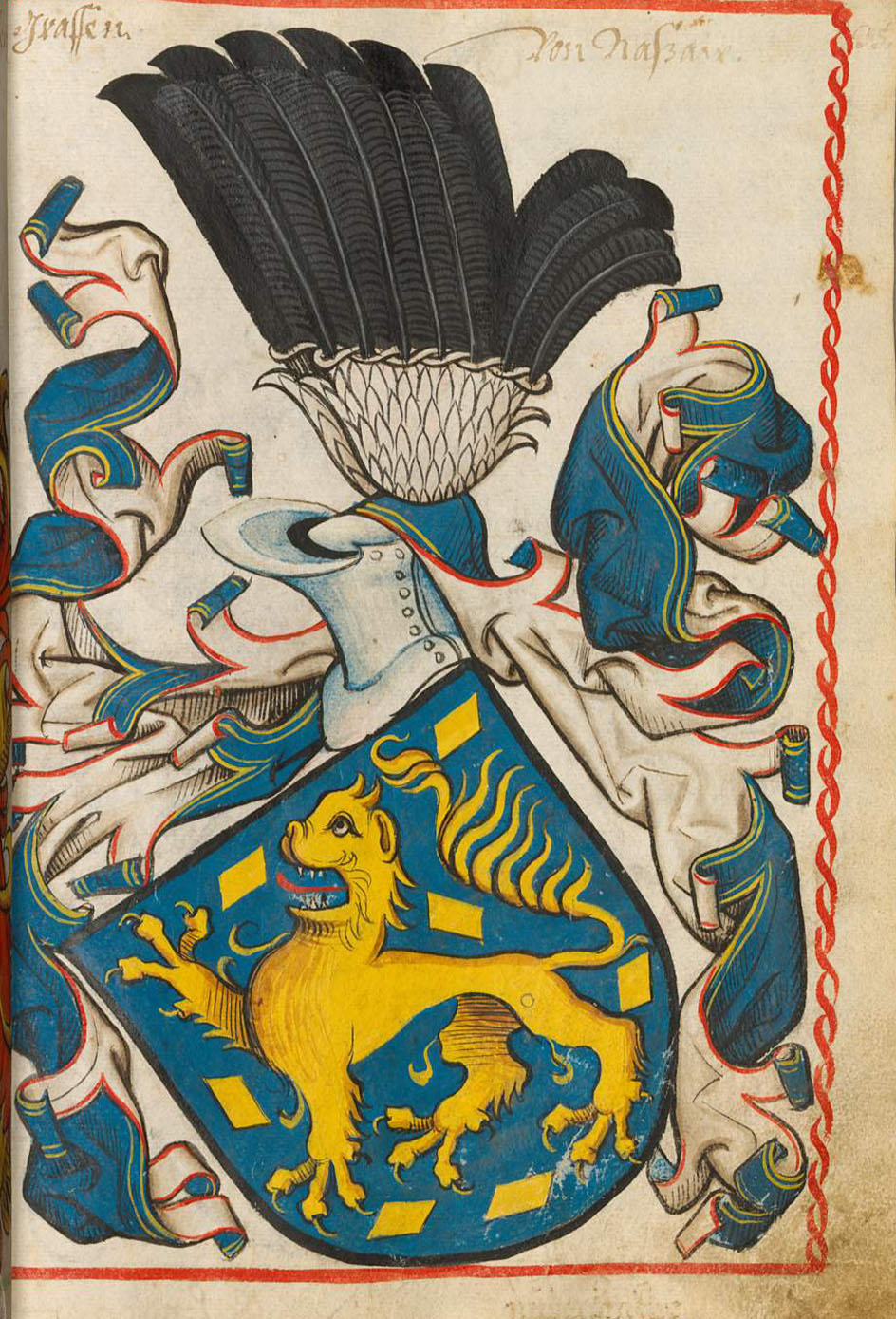
Grevarnas av Nassau vapen

Nassauätten härstammar förmodligen från grevarna av Sachsen-Lauenburg. Från 1100-talet omtalas grevar av Nassau, en vid staden Nassau uppförd borg. Arvländerna delades 1255 mellan greve Henrik den rikes två söner så, att den äldre sonen, Walram, far till tyske kungen Adolf av Nassau, fick besittningarna söder om Lahn och den yngre, Otto, länderna norr om Lahn. Den förre blev stamfader för hertigarna av Nassau, som sedan samlade alla arvländerna, den senare för ståthållarna och kungarna i Nederländerna.

## Walramska linjen och hertigdömet
Walramska grenen klöv sig i flera linjer, släkterna Nassau-Idstein, Nassau-Weilburg, Nassau-Saarbrücken, Nassau-Ottdeiler och Nassau-Üsingen. 1806 erhöll furstarna av Nassau-Üsingen och Nassau-Weilburg till belöning för sin beredvillighet att biträda Rhenförbundet hertigtiteln och full suveränitet i sina länder, som de från den tiden regerade gemensamt, tills med grenen Nassau-Usingens utslocknande i hertig Fredrik Augusts person (1816) alla walramska linjens besittningar samlades hos hertig Vilhelm av Nassau-Weilburg och denne blev ensam regent. Redan 1814 hade Nassau fått en författning med landständer, men dessa trädde först 1818 i verksamhet och låg i ständig strid med hertigen. Regeringen var avgjort konservativ och höll folket i fullständigt omyndighetstillstånd. Hertig Vilhelm (född 1792, död 1839) hade i sitt första äktenskap med Lovisa av Sachsen-Altenburg (1794–1825) fyra barn, bland dem sonen Adolf, i sitt senare, med Paulina av Württemberg (1810–1856), sonen Nikolaus (1832–1905) samt döttrarna Helena (f. 1831, sedan 1853 gift med furst Georg av Waldeck) och Sofia (född 1836, 1857 förmäld med Oscar II, kung av Sverige och Norge).
Vilhelm efterträddes 1839 av sin son Adolf (1817–1905), som fortsatte faderns regeringssystem till 1848, då oroligheter tvingade honom till eftergifter. Nassau erhöll 1849 en liberal författning med en enda kammare, vald genom allmän omröstning, men denna upphävdes redan 1851 av hertigen, som därefter förde regeringen i fullkomligt reaktionär riktning. Även i den yttre politiken var hertigen av olika mening med sina undersåtar: medan dessa hyste livliga sympatier för Preussen, slöt hertigen sig mycket nära till Österrike. Han började i juli 1866 krig mot Preussen, men måste redan 15 juli lämna landet, som besattes av preussiska trupper och i oktober förenades med Preussen. Hertig Adolf, som 1890 blev storhertig av Luxemburg, hade i sitt senare gifte med Adelheid av Anhalt (född 1833, förmäld 1851) sonen Vilhelm (1852–1912) och dottern Hilda (född 1864, förmäld 1885 med Fredrik II av Baden). Med Vilhelm, som vid faderns död blev storhertig av Luxemburg 1905, utgick walramska linjen på svärdssidan. I Luxemburg efterträddes han av sin dotter Maria.

## Ottoniska linjen och Nederländerna
Ottos linje delade sig med greve Vilhelm d. ä:s (död 1559) söner Vilhelm d. y. (död 1584, den store kämpen för Nederländernas frihet) och Johan (död 1606) i två linjer: Nassau-Oranienätten, så kallad sedan Vilhelm d. y. 1544 efter sin kusin ärvt furstendömet Orange (Oranien), och Nassau-Katzenelnbogenätten. Det i världshistorien frejdade Nassau-Oranienätten (Vilhelm I, Morits, Fredrik Henrik, Vilhelm II och Vilhelm III) innehade ståthållarskapet i Holland och, sedan 1689, därjämte Englands krona samt utgick 1702 på manslinjen med kung Vilhelm III.
Linjen Nassau-Katzenelnbogen klöv sig med Johans söner i fyra grenar: Nassau-Siegen (utdöd 1743), Nassau-Dillenburg (utdöd 1739), Nassau-Hadamar (utdöd 1711), Nassau-Beilstein och Nassau-Dietz. En medlem av sistnämnda gren, Johan Vilhelm Friso (d. 1711), arvståthållare i Friesland, ärvde 1702 den ovannämnde Vilhelm III:s av Oranien besittningar (utom Oranien och ett par andra områden) samt antog titeln prins av Oranien. Från hans son Vilhelm (d. 1751), som 1748 blev arvståthållare i republiken Förenade Nederländerna under namn av Vilhelm IV och vars sonson 1815 blev kung där under namn av Vilhelm I (död 1843), härstammar det ännu i Nederländerna regerande ätten. På manssidan utslocknade dock detta 1890, varvid storhertigdömet Luxemburg skildes från kungariket Nederländerna och tillföll den ovan nämnde Adolf av walramska linjen. Kung Vilhelm I:s andre son Fredrik var fader till svensk-norska drottningen Lovisa (död 1871).